# Patativa do Assaré
Patativa do Assaré pseudonimo di Antônio Gonçalves da Silva (Assaré, 5 marzo 1909 – Assaré, 8 luglio 2002) è stato un poeta, scrittore e cantastorie brasiliano, specializzato nella Letteratura di cordel.
(Patativa do Assaré, Caboclo Roceiro)

## Biografia
Nato ad Assaré il 5 marzo 1909, era secondogenito di una famiglia poverissima, che viveva di agricoltura di sussistenza. Restato cieco da un occhio in tenera età a causa di una malattia. Rimasto orfano di padre, cominciò il lavoro nelle campagne per essere sostegno della famiglia.
Frequentò le suole primarie locali solo per alcuni mesi. Verso i vent'anni cominciò a cantare nelle feste di piazza, e fu da qui che ricevette il soprannome di Patativa (Catamenia homochroa), un uccellino che vive in queste zone del Paese.
Fu nel 1956 che ad una festa popolare, conobbe José Arraes de Alencar che divenne il suo mentore per la pubblicazione del suo primo libro Inspiração Nordestina, che ebbe più ristampe negli anni a seguire.
Nel 1970 fu pubblicata Patativa do Assaré: novos poemas comentados e nel 1978 Cante lá que eu canto cá. Ispinho e Fulô e Aqui tem coisa, furono pubblicati nel 1988 e 1994.
Fu sposato con Belinha, ed ebbe nove figli.
La complessità e la vastità della tradizione orale della sua opera, con il passare degli anni e l'avvento dei nuovi mezzi di comunicazione di massa, perse molto valore, poiché si basava sul ritmo, l'improvvisazione, l'impostazione della voce e una memoria ferrea.
Morì ad Assaré l'8 luglio 2002.

## Opere

### Libri di poesia
- 1967 - Inspiração Nordestina: Cantos do Patativa
- 1978 - Cante Lá que Eu Canto Cá
- 1988 - Ispinho e Fulô
- 1991 - Balceiro, Patativa e Outros Poetas de Assaré (Org. con Geraldo Gonçalves de Alencar)
- 1993 - Cordéis (raccolta di 13 poemi)
- 1994 - Aqui Tem Coisa
- 2000 - Biblioteca de Cordel: Patativa do Assaré (Org. Sylvie Debs)
- 2001 - Digo e Não Peço Segredo (Org. Guirlanda de Castro e Danielli de Bernardi)
- 2001 - Balceiro 2. Patativa e Outros Poetas de Assaré (Org. Geraldo Gonçalves de Alencar)
- 2001 - Ao pé da mesa (scritto in collaborazione con Geraldo Gonçalves de Alencar)
- 2002 - Antologia Poética (Org. Gilmar de Carvalho)
- 2008 - (postumo) Cordéis e Outros Poemas (Org. Gilmar de Carvalho)

### Poemi
- A Triste Partida[4]
- Cante Lá que eu Canto Cá
- Coisas do Rio de Janeiro
- Meu Protesto
- Mote/Glosas
- Peixe
- O Poeta da Roça[5]
- Apelo dum Agricultor
- Se Existe Inferno
- Vaca estrela e Boi Fubá
- Você se Lembra?
- Vou Vorá
- Caboclo Roceiro[6]
- A Triste Partida[7]
- Cante Lá que eu Canto Cá
- Coisas do Rio de Janeiro
- Meu Protesto
- Mote-Glosas
- Peixe
- O Poeta da Roça[8]
- Apelo dum Agricultor
- e Existe Inferno
- Vaca estrela e Boi Fubá
- Você se Lembra?
- Vou Vorá
- Caboclo Roceiro[6]

## Premi e onorificenze
- 1979 - Premio Sociedade Brasileira para o Progresso da Ciência, SBPC, Fortaleza
- 1982 - Diploma di Amigo da Cultura, Secretaria da Cultura do Ceará
- 1982 - Cittadino di Fortaleza, Câmara Municipal
- 1987 - Medalha da Abolição, per gli importanti servigi resi allo Stato del Ceará
- 1989 - Cariri, Ceará - Dottore Honoris causa Università Regionale di Cariri
- 1989 - Inaugurazione della linea Patativa do Assaré, 17 km, che collega Assaré ad Antonina do Norte
- 1991 - Dedica della canzone di Carnevale della Scuola di Samba Acadêmicos do Samba, Fortaleza
- 1995 - Prêmio Ministério da Cultura, categoria Cultura Popolare, consegnato dal presidente della Repubblica Fernando Henrique Cardoso al Teatro José de Alencar, Fortaleza
- 22 maggio 1998, Medalha Francisco Gonçalves de Aguiar, Governo dello Stato del Ceará, Secretaria de Recursos Hídricos
- 1999 - Inaugurazione del Memorial Patativa do Assaré, Assaré
- 1999 - Dottore Honoris Causa Universidade Estadual do Ceará - UECE
- 1999 - Dottore Honoris Causa Universidade Federal do Ceará - UFC
- 20 ottobre 1999 - Premio Unipaz, VII Congresso Olistico Brasiliano, Fortaleza
- 2000 - Per i suoi 91 anni riceve il titolo di Cittadino del Rio Grande do Norte
- 2000 - Dottore Honoris Causa della Università Tiradentes, Sergipe
- 2001 - Cearense del secolo, 3º posto (Sistema Verdes Mares de Comunicação)
- 28 settembre 2001 - Trofeo Sereia de Ouro, Gruppo Edson Queiroz, no Memorial Patativa do Assaré
- 2002 - Premio FIEC, Artista do Turismo Cearense, Fortaleza
- 2003 - Premio UniPaz, V Congresso Olistico dei bambini e dei giovani, Fortaleza
- 2005 - Inaugurazione della Biblioteca Civica Patativa do Assaré, Piauí
- 2004 - Titolo Efeso Cittadino Imprenditore
- 2004 - Trofeo MST (Movimento dos Trabalhadores Rurais Sem-Terra)
- 2005 - Medalha Ambientalista Joaquim Feitosa
- 2005 - Inaugurazione della Biblioteca Civica Patativa do Assaré, Vila Nova, Piauí
- 2005 - Dottore Honoris Causa della da Università di Mossoró, Rio Grande do Norte